# Синха, Тапан
Тапан Синха  (бенг. तपन सिन्हा; англ. Tapan Sinha; 2 октября 1924, Калькутта – 15 января 2009, Калькутта) — индийский кинорежиссёр
, сценарист, кинокомпозитор и кинопродюсер.

## Биография
Окончил университет Патны и Калькуттский университет. Начал свою карьеру в кино в качестве звукорежиссёра в кинопроизводственном доме New Theatres Калькутты в 1946 году. Четыре года спустя получил приглашение на Лондонский кинофестиваль и возможность работать в Pinewood Studios. Находился в Великобритании в течение двух лет. Вернувшись в Индию, занялся режиссурой. Тапан Синха находился под влиянием американского и британского кинематографа. 
Рабиндранат Тагор был для него источником вдохновения. Синха снял три фильма по произведениям Тагора: «Кабуливала», «Голодные камни» (Kshudhita Pashan), Atithi. В 1957 году его фильм «Кабуливала» был показан на 7-м Берлинском международном кинофестивале. Много раз режиссёр становился лауреатом Национальной кинопремии. 
Один из крупнейших индийских режиссёров своего времени, наряду с Сатьяджитом Раем, Ритвиком Гхатаком и  Мриналом Сеном.
С 1954 года снял 38 фильмов, создал 18 сценариев, написал музыку к 15 фильмам.
Известен такими фильмами, как «Кабуливала», «Лоуха-Капат», «Сагина Махато» и «Сафед Хаатхи».

## Избранная фильмография
- Ankush (1954)
- Upahaar (1955)
- Tonsil (1956)
- Kabuliwala (1957)
- Lauha Kapat (1958)
- Kala Mati (1958)
- Khaniker Atithi (1959)
- Khudhito Pashan (1960)
- Jhinder Bandi (1961)
- Hansuli Banker Upakatha (1962)
- Nirjan Saikate (1963)
- Jatugriha (1964)
- Arohi (1964)
- Atithi (1965)
- Galpo Holeo Satti (1966)
- Hatey Bazarey (1967)
- Apanjan (1968)
- Sagina Mahato (1970)
- Ekhoni (1971)
- Zindagi Zindagi (1972)
- Aandhar Periye (1973)
- Sagina (1974, Хинди)
- Raja (1975)
- Harmonium (1976)
- Ek Je Chhilo Desh (1977)
- Safed Haathi (1978)
- Sabuj Dwiper Raja (1979)
- Banchharamer Bagan (1980)
- Adalat o Ekti Meye (1982)
- Aadmi Aur Aurat (1982)
- Manush (1983)
- Didi (1984)
- Baidurya Rahasya (1985)
- Atanka (1986)
- Aaj Ka Robin Hood (1988)
- Ek Doctor Ki Maut (1991)
- Antardhan (1992)
- Wheel Chair (1994)
- Daughters of This Century (1999)
- Ajab Gayer Ajab Katha (1998)
- Anokha Moti (2000)

## Награды
- Падма Шри (1992)
- Национальная кинопремия за лучший фильм на бенгальском языке (Кабулиец[англ.], 1957)
- Национальная кинопремия (Индия) за лучший художественный фильм  (Кабулиец, 1957)
- Вторая национальная кинопремия за лучший художественный фильм (Голодные камни[англ.], 1960)
- Вторая национальная кинопремия за лучший художественный фильм (Atithi, 1965)
- Национальная кинопремия (Индия) за лучший художественный фильм (На рынке[англ.], 1968)
- Национальная кинопремия за лучший сценарий (Ekhoni, 1971)
- Национальная кинопремия за лучший детский фильм (Safed Haathi, 1977)
- Премия Наргис Датт за лучший фильм о национальной интеграции (Aadmi Aur Aurat, 1984)
- Национальная кинопремия (Индия) за лучшую режиссуру (Смерть одного доктора[англ.] (1990)
- Вторая национальная кинопремия за лучший художественный фильм (Смерть одного доктора, 1990)
- Национальная кинопремия Индии за лучший фильм о социальных проблемах общества (Wheelchair, 1994)
- Премия имени Дадасахеба Фальке (2006)